# 高田站 (神奈川縣)
高田站（日语：／ Takata eki */?）是一個位於神奈川縣橫濱市港北區高田東三丁目，屬於橫濱市營地下鐵綠線的鐵路車站。
車站編號是G08。車站顏色是木色。

## 車站構造
雙層側式月台2面2線地下車站。

### 月台配置
| 月台 | 路線          | 目的地           |
| ---- | ------------- | ---------------- |
| 1    | 綠線（4號線） | 中心北、中山方向 |
| 2    | 綠線（4號線） | 日吉方向         |

## 利用狀況
2016年度的1日平均上下車人次為15,462人。
開業以來的1日平均上下、上車人次推移如下表。
| 年度               | 1日平均 上下車人次 | 1日平均 上車人次 | 來源    |
| ------------------ | ------------------ | ---------------- | ------- |
| 2007年（平成19年） |                    | 19,834           | [ * 1 ] |
| 2008年（平成20年） | 8,410              | 4,314            | [ * 2 ] |
| 2009年（平成21年） | 9,672              | 4,950            | [ * 3 ] |
| 2010年（平成22年） | 11,010             | 5,621            | [ * 4 ] |
| 2011年（平成23年） | 11,362             | 5,791            | [ * 5 ] |
| 2012年（平成24年） | 12,140             | 6,180            | [ * 6 ] |
| 2013年（平成25年） | 13,403             | 6,808            | [ * 7 ] |
| 2014年（平成26年） | 14,265             | 7,230            | [ * 8 ] |
| 2015年（平成27年） | 14,913             | 7,537            |         |
| 2016年（平成28年） | 15,462             | 7,819            |         |

## 歷史
- 2008年3月30日：本站開業。

## 圖集

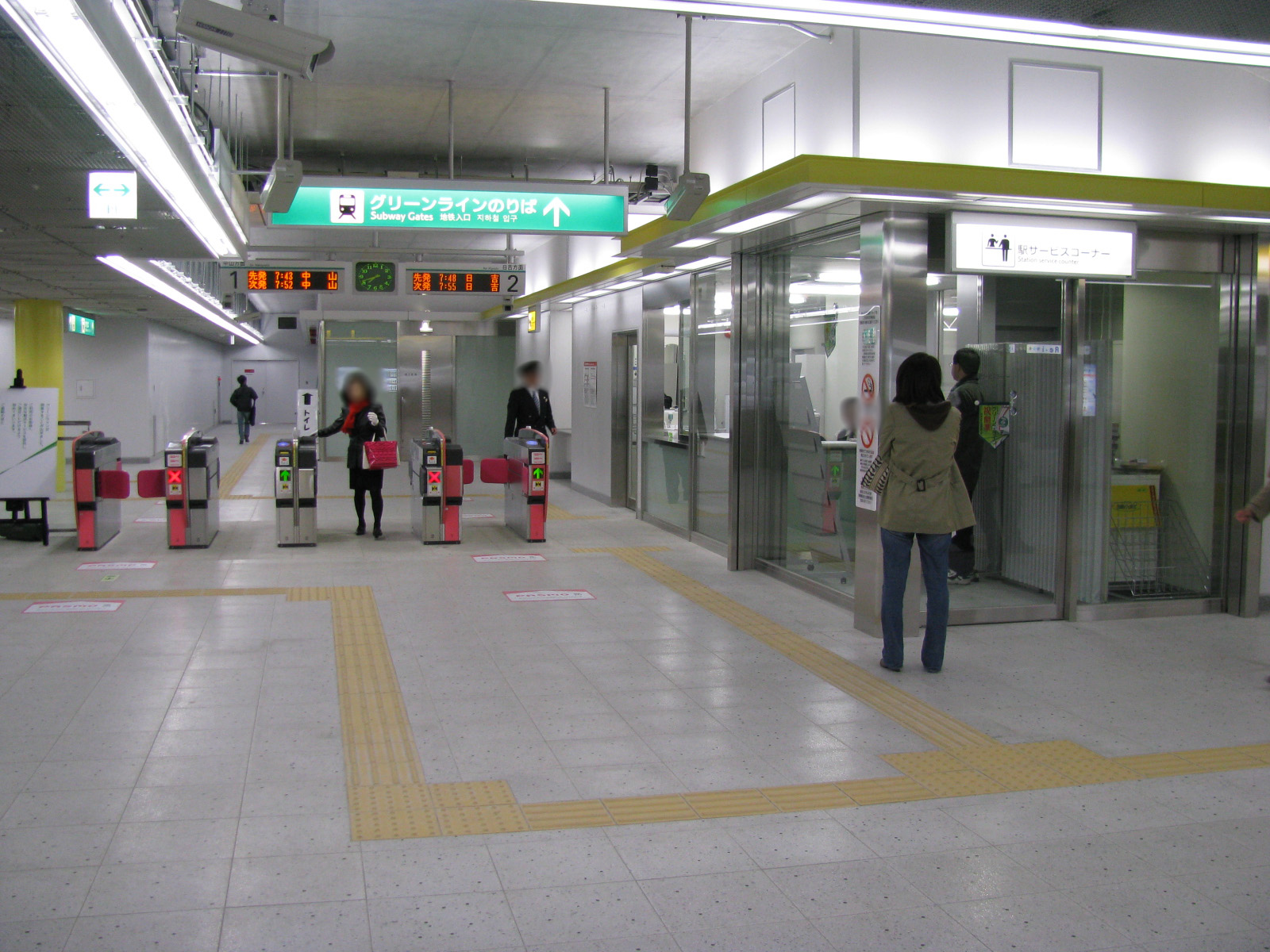
車站檢票口

## 相鄰車站
橫濱市營地下鐵
 綠線（4號線）
東山田（G07）－高田（G08）－日吉本町（G09）

## 外部連結
- 高田站 （页面存档备份，存于） - 橫濱市交通局